# Quartet de corda núm. 13 (Xostakóvitx)
El Quartet de corda núm. 13 en si bemoll menor, op. 138, va ser compost per Dmitri Xostakóvitx entre el 1969 i 1970. Va ser estrenat pel Quartet Beethoven (Dmitri Tsiganov, Nikolai Zabavnikov, Fiódor Drujinin, Serguei Xirinski) el 13 de desembre de 1970 a la Sala Glinka de Leningrad. El va dedicar a Vadim Borissovski, antic viola del Quartet.

## Origen i context
Durant el 1970, any de composició del quartet, Xostakóvitx va estar greument malalt. L'abril i maig de 1970 va ser hospitalitzat a la clínica Kurgan, i després d'acabar el quartet a l'agost, va tornar a la mateixa clínica on estaria dos mesos més. L'empitjorament de la salut seguiria.
Xostakóvitx havia dedicat els seus dos quartets anteriors a un dels membres del Quartet de corda de Beethoven, un conjunt que havia estrenat la majoria de les seves obres per aquesta formació. El seu violista, Vadim Borissovski, s'acabava de jubilar i, per això, Xostakóvitx li va dedicar el seu Tretzè Quartet. El va substituir per a l'estrena un alumne de Borissovski, el compositor i violista Fiódor Drujinin, que va anomenar aquest quartet com l'"himne a la viola".

## Estructura
L'obra té un únic moviment amb una durada aproximada de 18 minuts:
1. Adagio – Doppio movimento – Tempo I

## Anàlisi musical
A diferència de la resta de quartets del cicle, només té un moviment. Aquest treball ombrívol, inquietant i profundament innovador reflecteix la nova veu que Xostakóvitx havia desenvolupat en els seus últims quartets. La tonalitat triada per Xostakóvitx, si bemoll menor, sona seca quan es toca amb instruments de corda. El tema conté els 12 semitons de l'octava, però a diferència del Dotzè Quartet, aquí són tocats per la viola sola i la tonalitat és menys segura. Aquest quartet recorda una mica la ingenuïtat infantil del seu Onzè Quartet, però el ritme és predominantment lent amb una secció mitjana una mica més ràpida. S'introdueix un estrany efecte de percussió amb l'arc colpejat contra el costat de l'instrument i també delicats i fràgils pizzicati del primer violí per sobre de trinats estranys en les tres parts inferiors que realcen el caràcter dur d'aquesta obra, difícil d'assimilar. A la banda sonora de la pel·lícula King Lear hi apareix un cor a capella, que inclou material reelaborat de l'op. 58a, que inclou Lament del poble també s'utilitza al Quartet de corda núm. 13.